# Faramea stenomeris
Faramea stenomeris är en måreväxtart som beskrevs av Paul Carpenter Standley. Faramea stenomeris ingår i släktet Faramea och familjen måreväxter. Inga underarter finns listade i Catalogue of Life.